# Orthevielle
Orthevielle (okzitanisch Orta Vièla) ist eine französische Gemeinde mit 1.057 Einwohnern (Stand 1. Januar 2022) im Département Landes in der Region Nouvelle-Aquitaine (vor 2016 Aquitaine). Sie gehört zum Arrondissement Dax und zum Kanton Orthe et Arrigans. Die Einwohner werden Ortheviellais genannt.

## Geografie
Die Gemeinde Orthevielle liegt am Fluss Gaves Réunis an der Grenze zum Département Pyrénées-Atlantiques, 22 Kilometer südsüdwestlich von Dea und rund 25 Kilometer nordöstlich von Bayonne. Nachbargemeinden sind Saint-Lon-les-Mines im Nordwesten und Norden, Bélus im Norden und Nordosten, Peyrehorade im Osten, Hastingues im Süden sowie Port-de-Lanne im Westen.

## Bevölkerungsentwicklung
| Jahr                       | 1962 | 1968 | 1975 | 1982 | 1990 | 1999 | 2006 | 2013 | 2021 |
| Einwohner                  | 588  | 629  | 643  | 705  | 741  | 719  | 825  | 903  | 1040 |
| Quellen: Cassini und INSEE |      |      |      |      |      |      |      |      |      |

## Sehenswürdigkeiten
- Kirche Saint-Pierre

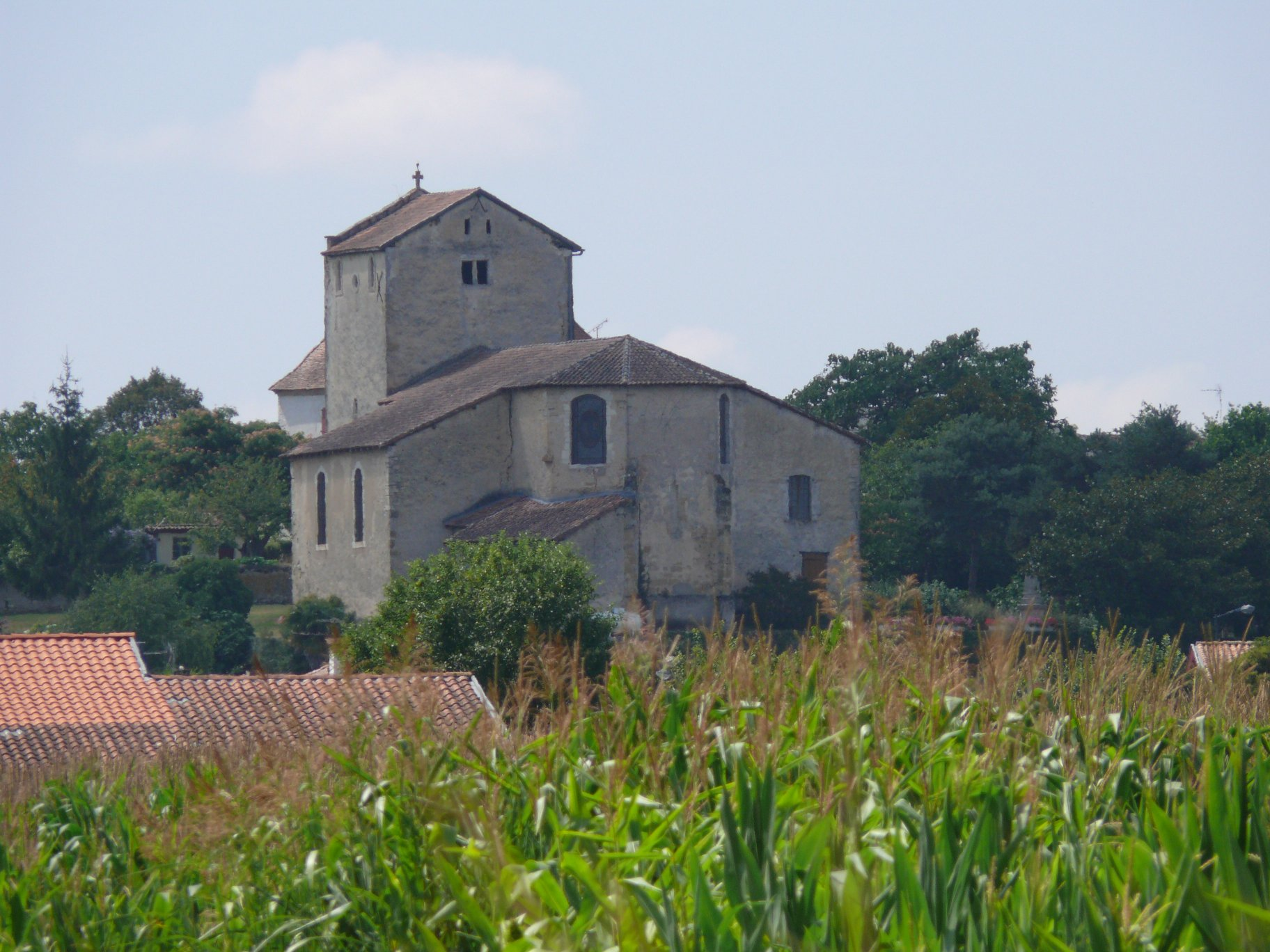
Kirche Saint-Pierre im Hintergrund
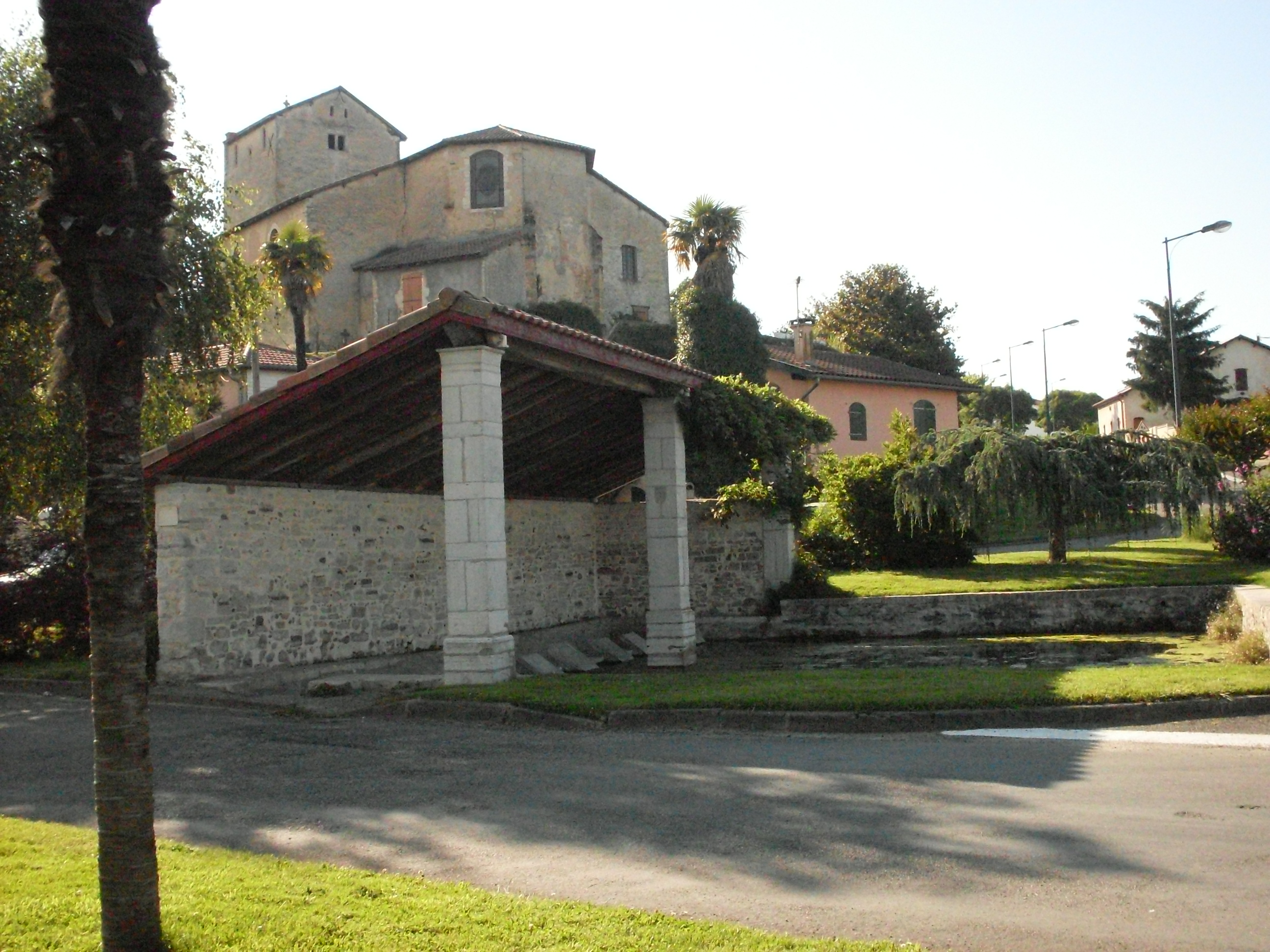
Ehemaliges öffentliches Waschhaus
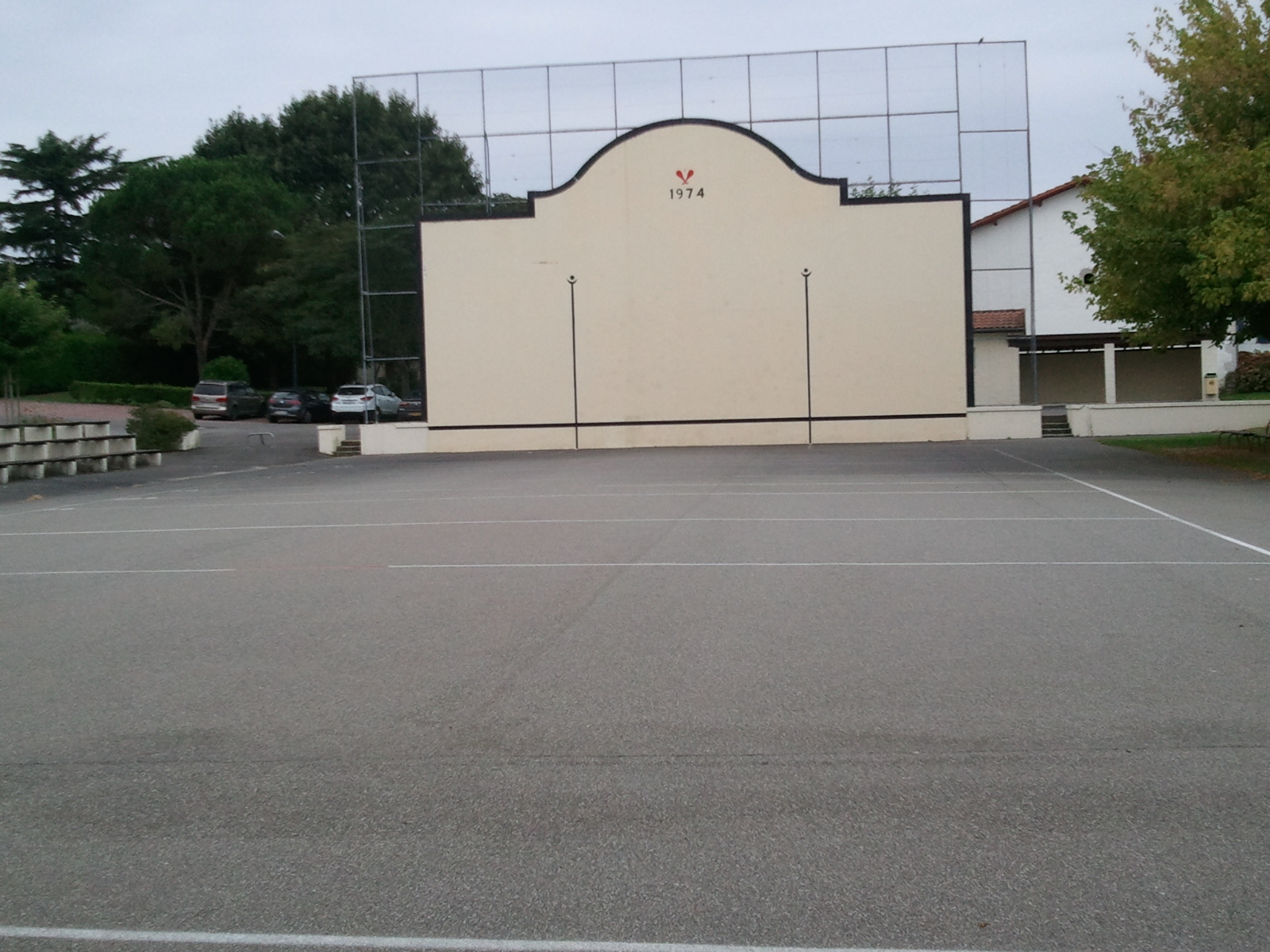
Frontón